# Sackenomyia commota
Sackenomyia commota är en tvåvingeart som beskrevs av Gagne 1975. Sackenomyia commota ingår i släktet Sackenomyia och familjen gallmyggor. Inga underarter finns listade i Catalogue of Life.